# Milan, Kansas
Milan är en ort i Sumner County i Kansas. Vid 2010 års folkräkning hade Milan 82 invånare.